# Pistolet maszynowy Kis
KIS – pistolet maszynowy opracowany przez Polikarpa Rybickiego ps. „Konar”, Witolda Szafrańskiego ps. „Igo” i Stanisława Skorupkę ps. „Smrek”. 
Nazwa pistoletu pochodzi od pierwszych liter pseudonimów konstruktorów. Produkowany w konspiracji w latach 1943–1944. Części produkowano w Starachowicach, a wykańczanie, montaż oraz bruzdowanie luf wykonywano w warsztacie polowym w rejonie Gór Świętokrzyskich przy oddziale AK „Nurta”. Pierwotnie pistolet nazwany został Likwidatorem, nazwa KIS została nadana w marcu 1944 roku. Później nazwę „Likwidator” nosiła seria 8 pistoletów maszynowych, wzorowanych na KIS-ie, wykonanych od kwietnia do lipca 1944 roku przez Zdzisława Dydę w warsztacie rusznikarskim AK w Opatowie.

## Opis konstrukcji
KIS działał na zasadzie odrzutu zamka swobodnego. Wzorowany był na Stenie. Lufa była pozbawiona osłony. Pistolet nie posiadał kolby. Malowany był farbą olejną. Był przystosowany tylko do prowadzenia ognia ciągłego. Zastosowano lufę o przewodzie gwintowanym, z 6 polami i bruzdami, oksydowaną chemicznie.